# Habenaria inaequiloba
Habenaria inaequiloba är en orkidéart som beskrevs av Rudolf Schlechter. Habenaria inaequiloba ingår i släktet Habenaria och familjen orkidéer. Inga underarter finns listade i Catalogue of Life.